# Clark Blaise
Clark Blaise (ur. 10 kwietnia 1940 w Fargo) – kanadyjski pisarz anglojęzyczny.

## Życiorys
Jest synem Kanadyjczyków mieszkających i pracujących w USA, gdzie spędził dzieciństwo i uczęszczał do szkół w 25 różnych miastach, zanim ukończył liceum w Pittsburghu. W 1961 ukończył Denison University (Ohio), a w 1964 University of Iowa, po czym przeniósł się do Montrealu i w 1966 przyjął kanadyjskie obywatelstwo. Wykładał na Sir George Williams University (obecnie Uniwersytet Concordia), gdzie pomagał ustanowić program twórczego pisania, w 1980 wrócił do USA, gdzie także wykładał na uniwersytetach, w tym na New York's Skidmore College, University of Iowa i na Uniwersytecie Kalifornijskim w Berkeley. W tomach A North American Education (1973), Tribal Justice (1974), Resident Alien (1986) i Man and His World (1992) zamieszczał epizodyczne opowiadania, których bohaterami często są outsiderzy. Podejmuje w nich wątki autobiograficzne, w tym poszukiwanie tożsamości, doświadczenie obcości i fikcyjności własnego ja. W 2001 wydał zbiór opowiadań Pittsburgh Stories, w 2003 Montreal Stories, a w 2006 World Body. Wraz z żoną, Bharati Mukherjee, napisał powieści Days and Nights in Calcutta (1977) i The Sorror and the Terror (1987; oparta na faktach). W 2009 został oficerem Orderu Kanady.